# Pacyfik Jan Schwierz
Pacyfik Jan Schwierz (ur. 25 czerwca 1929 w Bytomiu, zm. 22 sierpnia 2005 w Kłodzku) – polski duchowny katolicki, zakonnik – franciszkanin, hagiograf, i historyk.

## Życiorys
Urodził się w Karbiu (obecnie dzielnica Bytomia), w tradycyjnej polskiej rodzinie górnośląskiej. Po zakończeniu II wojny światowej przeniósł się do Nysy, gdzie wstąpił do kolegium franciszkanów (1948). Po jego ukończeniu w 1950 uczęszczał do Wyższego Seminarium Franciszkanów we Wrocławiu. W tym samym roku złożył śluby zakonne. Po przeniesieniu seminarium do Kłodzka w 1954, związał się na stałe z tym miastem. Święcenia kapłańskie przyjął w 1955 w Częstochowie. Jednocześnie podjął studia doktoranckie na Katolickim Uniwersytecie Lubelskim, które ukończył w 1957, otrzymując tytuł doktora teologii z zakresu mariologii.
Po zakończeniu studiów wykładał w Wyższym Seminarium Duchownym Franciszkanów w Kłodzku. Był również opiekunem Franciszkańskiego Zakonu Świeckich oraz przedszkola franciszkańskiego. Jednocześnie zajmował się działalnością charytatywną rozdając lekarstwa ubogim mieszkańcom Kłodzka. 
Po przeniesieniu seminarium do Wrocławia pozostał w Kłodzku. Zmarł po ciężkiej chorobie w 2005, pochowany na cmentarzu komunalnym w Kłodzku.